# Schloss Bernau (Aargau)
Die Bernau sind die Ruinenreste einer Höhenburg im gleichnamigen Ortsteil der Gemeinde Leibstadt im Schweizer Kanton Aargau. Nach einem verheerenden Brand im Juli 1844 sind heute nur noch wenige Mauerreste vorhanden.

## Geschichte
Vermutlich entstand die zuvor an gleicher Stelle stehende Burg Bernau im 11. Jahrhundert als Sitz der Freien von Bernau; die erste urkundliche Erwähnung von „Bernowa“ erfolgte 1157. Die Edlen Ulrich und Berchthold von Bernau sind 1299 urkundlich belegt. Durch Erbschaft gelangte die Burg Bernau Anfang des 14. Jahrhunderts an die Herren von Gutenburg und 1379 an die Herren von Rinach. Die kleine Herrschaft Bernau umfasste die hohe und die niedere Gerichtsbarkeit über Unterleibstadt, Gansingen und Schwaderloch.
Nachdem die Eidgenossen im Jahr 1415 den Aargau erobert hatten, verlief die Grenze zwischen der Grafschaft Baden und Vorderösterreich mitten durch den Burgturm, weshalb die Besitzer der Bernau zwei Herren dienten. 1499 wurde die Burg im Schwabenkrieg zerstört.

Die Herren von Reinach verkauften die Herrschaft Bernau im 16. Jahrhundert an die Familie von Rotberg. Die Rotberger verkauften sie 1632 an die Familie von Roll aus dem Kanton Uri, was Franz Ludwig von Roll später die Aufnahme in den breisgauischen Ritterstand ermöglichte. Franz Ludwig von Roll errichtete auf dem Burgfelsen von Bernau ein neues viergeschossiges einflügeliges Schlossgebäude mit Treppenturm. Franz Ludwig von Roll heiratete 1642 Maria Agnes von Schönau, die Tochter des Statthalters der vorderösterreichischen Waldstädte. Im Januar 1646 bewirtete  Maria Agnes von Roll den durchreisenden Florentiner Geographen Giovanni Battista Nicolosi auf Schloss Bernau: 

„Etwas weniger als eine Stunde später mussten wir im Kastell eines Neffen des besagten Kommandeurs bleiben, der eine Schwester meines Duzbruders geheiratet hat: die geistreichste Dame, die ich bis jetzt in Deutschland sah. Und, um keine unverzeihliche Schande zu begehen, war es nötig, auf deutsche Art zu frühstücken: drei Stunden lang.“

1764 verlegte sich der Freiherr Joseph Leopold von Roll von Bernau auf die Produktion von Barchent, konnte sich aber gegen seine Konkurrenten – Kilian aus Waldshut und die Brüder Montfort aus dem Wiesental – nicht behaupten und geriet in die Zahlungsunfähigkeit. Die Klagen der Gläubiger vor dem Waldvogt in Waldshut sollen zunächst dadurch verschleppt worden sein, dass der Waldvogt sich nicht zuständig sah. Er erklärte, das Wohnzimmer des Barons im Schloss Bernau liege auf Schweizer Territorium. Die Gläubiger sollten sich daher an den Landvogt in Baden AG wenden. 1814 wurde Schloss Bernau während der grossen Typhusepidemie als Militärlazarett genutzt. Danach wechselte das Schloss mehrmals in kurzen Abständen den Eigentümer und sollte zuletzt in Wohnungen aufgeteilt werden. Am 15. Juli 1844 brannte das Schloss, dessen Versicherungswert 6000 Franken betrug, vollständig nieder. Erhalten sind lediglich Mauerreste des Hauptturms und des Schlossgebäudes. Die 1672 errichtete Doppelkapelle des Schlosses mit der Familiengruft der von Roll  und einem abgetrennten Teil für die Ortsbewohner wird heute als Friedhofskapelle von Leibstadt genutzt.